# Jan Vrba (spisovatel)
Jan Vrba (10. července 1889 Klenčí pod Čerchovem – 28. května 1961 Domažlice) byl český lesník, učitel, básník a spisovatel.

## Život
Narodil se v učitelské rodině a měl čtyři mladší sourozence. Studium gymnasia v Domažlicích nedokončil, roli v tomto rozhodnutí měla smrt matky (1905) a nový otcův sňatek. Rozhodl se stát lesníkem. Nejdříve byl lesním adjunktem v Zruči nad Sázavou, pak dva roky strávil v lesnické škole v Jemnici na Moravě a v letech 1910–1914 studoval na Vysoké škole zemědělské ve Vídni. Ve Vídeňském deníku začal poprvé uveřejňovat své žurnalistické práce, první básně mu otiskl v roce 1909 regionální týdeník Obrana Podyjí v Dačicích. Několik prací mu otiskly Šaldovy noviny. Na studia si přivydělával v letech 1911–1912 jako asistent kurzů pro hajné v Berouně. Po začátku války pracoval na lesním úřadě ve Zruči nad Sázavou a v tomto období mu Právo lidu otisklo několik fejetonů z přírody. V roce 1915 narukoval, ale vojenské služby byl zproštěn. Odešel ze Zruče, aby v Jemnici v letech 1916–1919 učil na tamní lesnické škole a aby se zde oženil se svou studentskou láskou. V roce 1919 se vrátil do rodného kraje, ze školství odešel. Několik povídek mu uveřejnil Zvon, vydal knižně své verše. V letech 1920–1923 byl redaktorem plzeňského časopisu Pramen a také sokolského časopisu v Plzni Na stráži (1920–1921). Mimo to byl redaktorem měsíčníku Pramen. Literatuře se věnoval po zbytek svého života, který prožil v Domažlicích. Zde se mj. v roce 1939 podílel na organizaci svatovavřinecké pouti, která vešla do dějin coby nejmasovější z národních a protiokupačních manifestací v období počátků Protektorátu. V Domažlicích také ve věku 71 let zemřel. Pochovali jej v rodném Klenčí. Byl bratrancem Jindřicha Šimona Baara.
Ke spisovatelově poctě bylo roku 2009 u příležitosti 120. výročí jeho narození pojmenováno Alejí Jana Vrby staleté dubové stromořadí v Zapomenutém údolí u zaniklé vesnice Bystřice.

## Literární tvorba
Řada knížek se opírá o jeho profesní lesnickou a mysliveckou zkušenost a ty jsou označovány jako cenné dodnes. Posmrtně vydané sebrané spisy obsáhly 76 svazků. Bývá nazýván básníkem lesa, stromů a zvěře. V několika knihách se věnoval historii Chodska.

### Poezie
- Radostné zaslíbení (1914), knížka veršů
- Svítání a svět (1924), knížka veršů

### Novely, povídkové knížky
- Les (1917)
- Zahrada gestsemanská (1918), vlastenecká
- Sázava (1918)
- Knihy československých spisovatelů (1919)
- Jitřní lov (1919)
- Kniha z přírody (1920)
- V poslední stráni (1921)
- Bažantnice (1922)
- Zelené šero (1922)
- Vysoký sníh (1924)
- Borovice (1925)
- Chromá liška a jiné příhody (1925)
- Lesáci (1926)
- Divoženky (1926)
- Zapomenuté údolí (1926)
- Dražinovská hora (1926)
- Nejsilnější vášeň (1927)
- Mniška (1929)
- O myšce hrabalce (1929), pro děti
- Madlenka z Pece (1930)
- Duše na horách (1931)
- Převrat (1932)
- Zlatý klíček (1932), pro děti
- Otokar Březina a jiní přátelé v mé paměti (1932)
- Tajemný svět (1934)

a další

### Romány
- Člověk boží (1917)
- Dolina (1917)
- Boží mlýny (1919)
- Jan Martin Šanda (1920)
- Zubřany (1920)
- Beranuc dvůr (1924)
- Chodsko pod Haltravou (1924)
- Chodské rebelie (1924–1926), trilogie
- Chodský černý týden (1947)
- Chodský bílý týden (1947)
- Prokop Veliký (1934), historický dvoudílný
- Soumrak Hadlasuc rodu (1929)
- Zbytkový statek (1930)
- Odpusť nám naše viny (1945)

## Filmové zpracování
Román Boží mlýny se dočkal filmového zpracování již v roce 1929 (němý film režiséra Medeottiho-Boháče), v roce 1938 byl uveden stejnojmenný film od Václava Wassermana v české a souběžně s jiným hereckým obsazením i v německé verzi. Českou verzi vysílala i Česká televize (naposledy 15. prosince 2008).

## Galerie

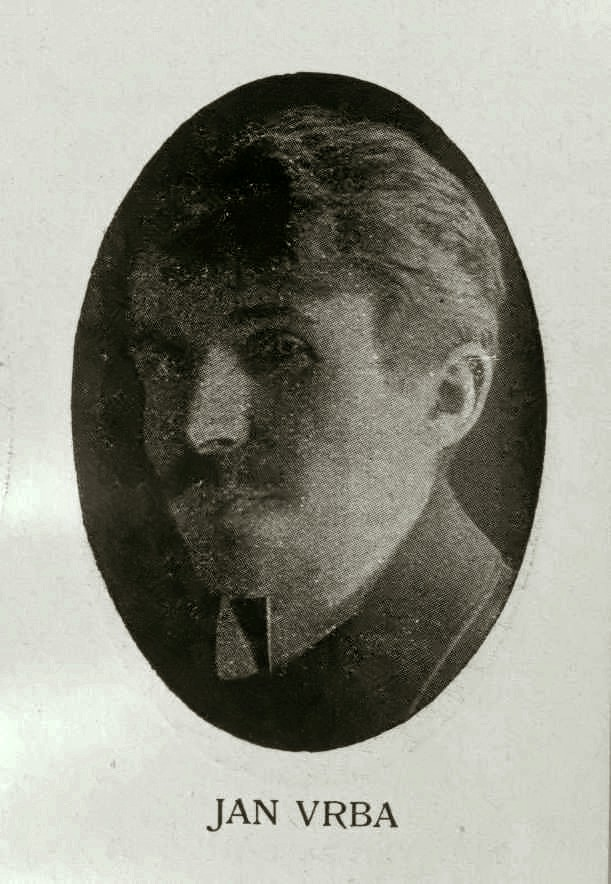
Jan Vrba
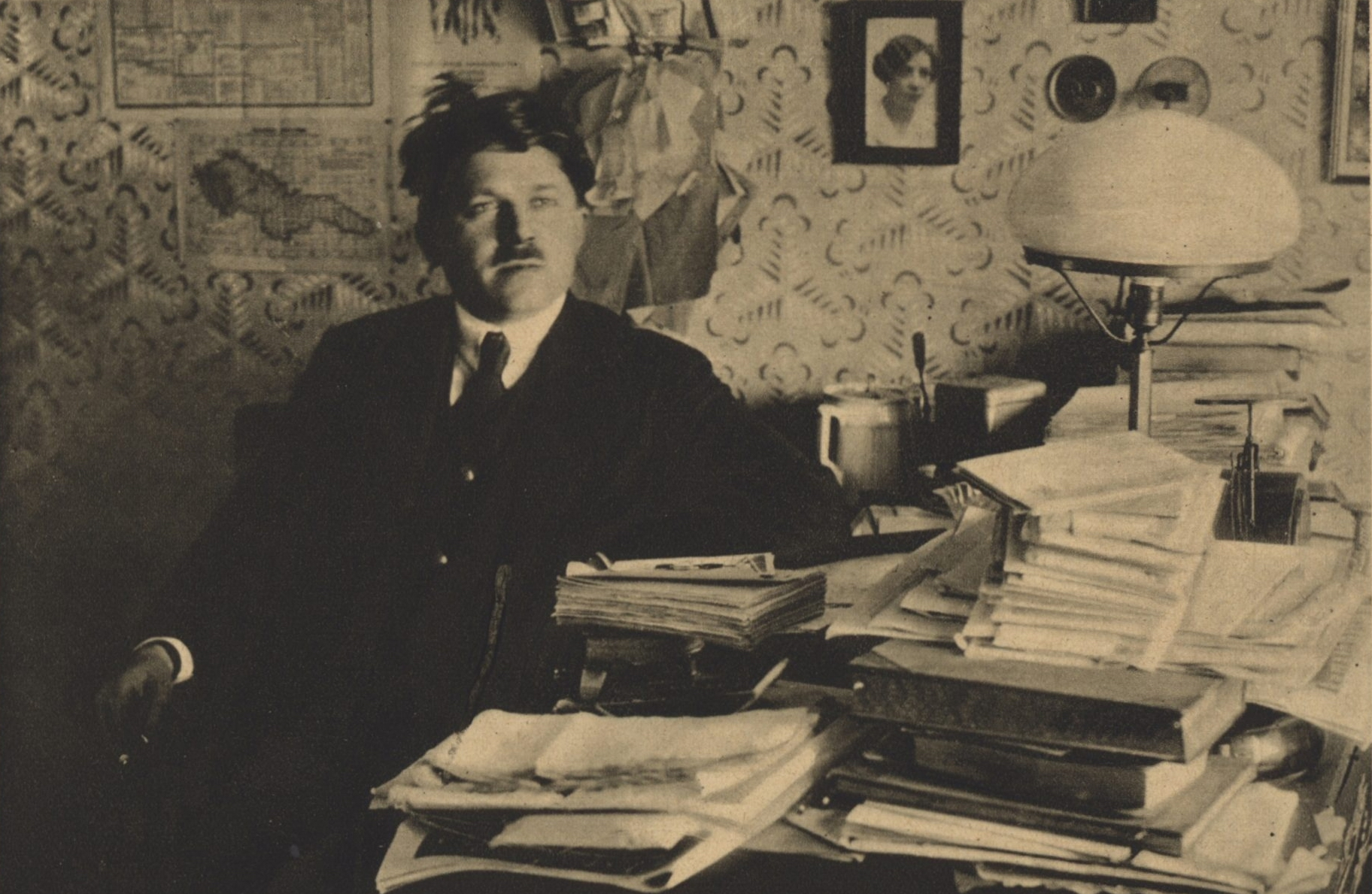
Jan Vrba, 1928
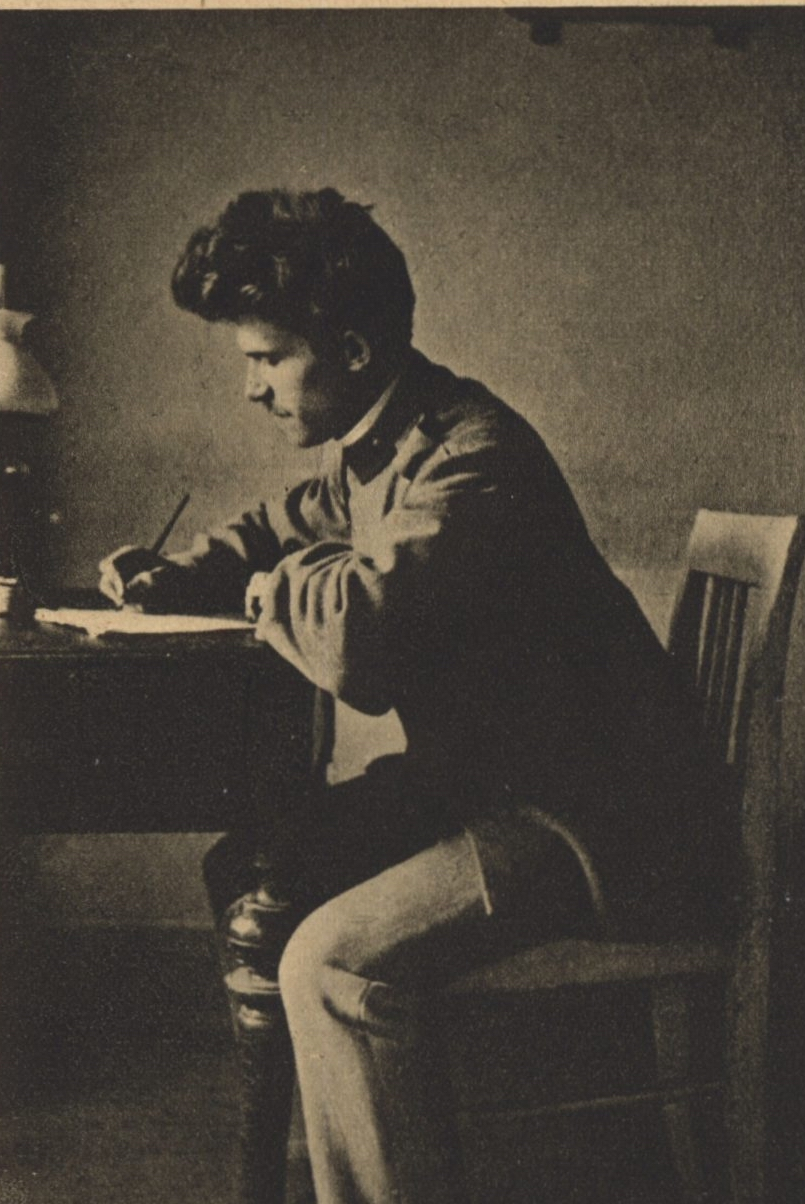
Jan Vrba při práci
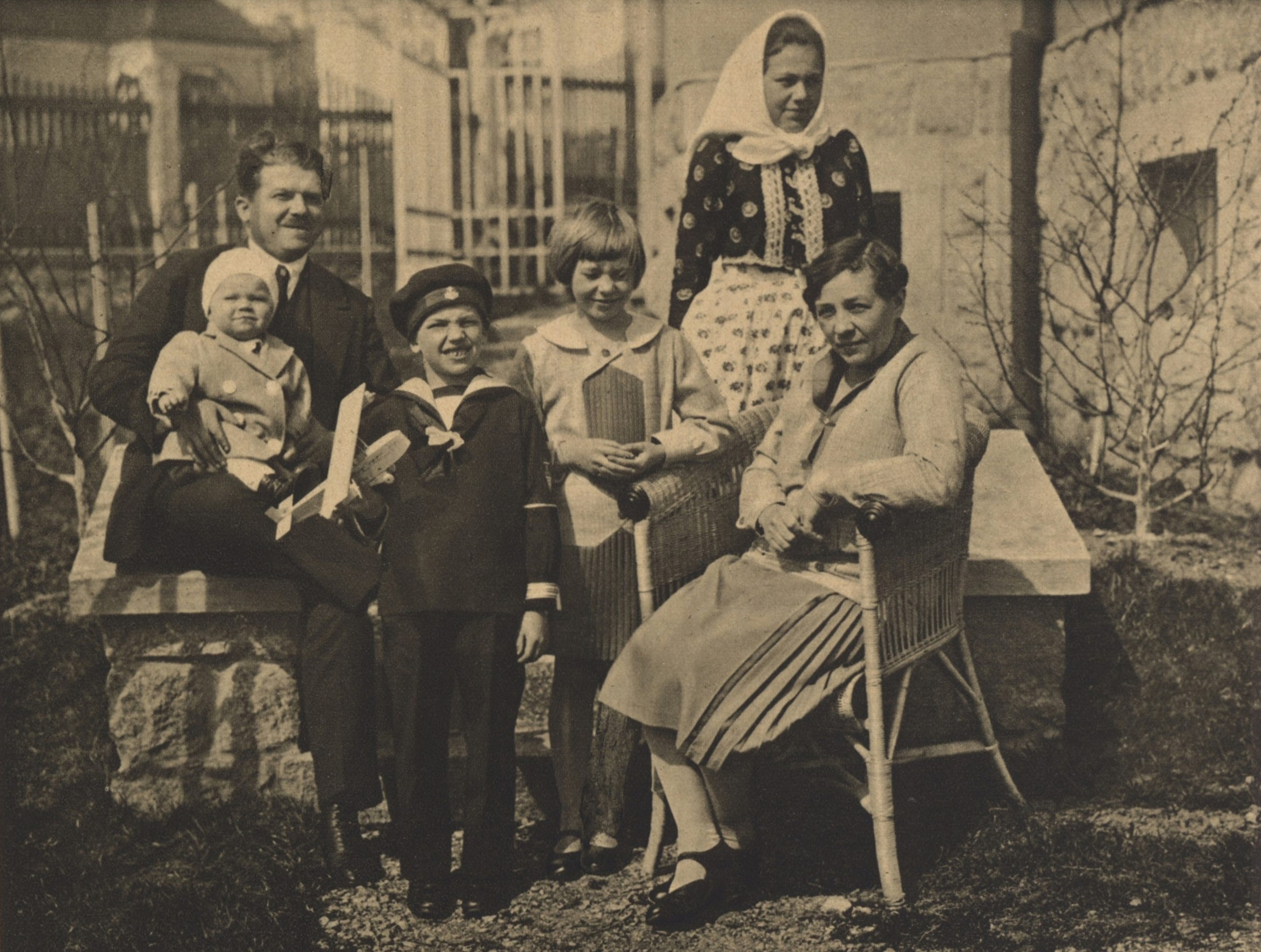
Jan Vrba s rodinou 1928